# Alireza Mohmadi
Alireza Mohmadi est un lutteur iranien, né le 1er janvier 2002 à Izeh.

## Palmarès

### Jeux olympiques
- Paris 2024
  -  médaille d'argent en -87 kg[1]

### Championnats du monde
- Belgrade 2023
  -  médaille d'argent en -82 kg.